# Interzero Holding
Die Interzero Holding GmbH & Co. KG ist ein Anbieter von Umweltdienstleistungen mit formaljuristischem Sitz in Berlin und faktischem Sitz in Köln. Zur Interzero Holding gehört auch die Interzero Circular Solutions Germany GmbH (vormals Interseroh Dienstleistungs GmbH) mit Sitz in Köln. Dieses Unternehmen trat bis 2021 als Duales System in Deutschland auf und gehörte zur Alba Group.

## Geschichte

### 1991–2021

Historisches Logo

Eine Gruppe von Entsorgungsunternehmen gründete die Interseroh AG 1991 in Köln. Unternehmensziel war die Verwertung von Sekundärrohstoffen als Garantiegeber für das Duale System Deutschland sowie die Konzeption von Branchenlösungen, um die Rückführung und Verwertung von Transportverpackungen in den Materialkreislauf zu gewährleisten.
Hintergrund des Geschäftsmodells war der Erlass der Verpackungsverordnung vom 12. Juni 1991. Der Gesetzgeber verlangte mit dieser Verordnung von den Herstellern und Vertreibern von Verpackungen die Rücknahme, Verwertung und Entsorgung ihrer Produkte nach Gebrauchsende. Für die praktische Umsetzung der Verordnung war 1990 das Duale System Deutschland in der Bundesrepublik Deutschland zunächst als Monopol eingeführt worden.
1993 lagerte die Interseroh AG das operative Geschäft aus in die Interseroh Dienstleistungs GmbH. Ab 1994 erweiterte Interseroh sein Geschäftsmodell und stieg ins Metall- und Stahlrecycling ein, das sich zum zweiten Standbein des Unternehmens entwickelte. Dieser Bereich wurde in den darauffolgenden Jahren ausgebaut. Durch die Übernahme der Hansa Recycling GmbH, Dortmund im Jahr 2001, rückte Interseroh vom fünften auf den dritten Platz der größten Stahlrecycling-Firmen in Deutschland vor.
1997 expandierte Interseroh außerhalb Deutschlands mit der Gründung der österreichischen Tochtergesellschaft EVA Erfassen und Verwerten von Altstoffen GmbH als Systembetreiberin für Österreich. Heute firmiert diese unter Interseroh Austria GmbH. Von Österreich aus expandierte Interseroh in den darauf folgenden Jahren nach Slowenien, Polen, Kroatien und Bosnien.
Im Jahr 2000 übernahm Interseroh das Rücknahmesystem „Die Grüne Umweltbox“ für die Sammlung leerer Tonerkartuschen und Mobiltelefone in Unternehmen, Schulen und Kindergärten. 2004 erhielt das Recycling-Unternehmen in Konkurrenz zum Dualen System Deutschland AG (DSD), zuerst in Hamburg, die Erlaubnis zur Rücknahme anfallender Verpackungen. Dagegen hatte der bisherige Monopolist im Abfallgeschäft DSD, erfolglos Klage eingereicht. Bereits zuvor hatte ein weiteres Entsorgungsunternehmen, die Landbell AG in Hessen, die Zulassung zur Abfallentsorgung für privaten Müll erhalten. Damit war die ursprüngliche Monopolstellung des DSD nicht mehr gegeben. Als 2006 Baden-Württemberg als letztes Bundesland die Zulassung den Zugang weiterer Unternehmen zum Entsorgungsmarkt öffnete, konnte die Interseroh GmbH bundesweit als Duales System aktiv werden.
2005 hatte Interseroh mit Zustimmung des Bundeskartellamtes seinen Anteil an der Westpfand Clearing GmbH, dem ersten Pfandsystem für Einweggetränkeverpackungen auf dem deutschen Markt, auf 51 Prozent vergrößern können. Zusammen mit der Deutschen Pfand-Konzept GmbH war daraus die Interseroh Pfand-System GmbH entstanden. Seitdem ist diese an der Abwicklung von Waren- und Geldströmen beim Einwegpfand beteiligt.
2008 erfolgte die Umwandlung der Gesellschaft in eine europäische Aktiengesellschaft (SE), die als Interseroh SE firmierte. Im selben Jahr ging diese eine Kooperation mit dem Entsorgungs- und Recycling-Unternehmen Alba ein. 2011 wurde die Metall- und Stahlsparte unter das Dach der Alba Group gestellt. Im selben Jahr stimmten die Interseroh-Aktionäre einem Beherrschungs- und Ergebnisabführungsvertrag zwischen der Alba Group plc & Co. KG und der Interseroh SE zu und beschlossen 2012 die Umfirmierung der Interseroh AG in die Alba SE. Diese fungiert als Zwischenholding der Alba Group, hat aber ihre Börsennotierung weiter behalten. Der Streubesitz lag Ende 2020 bei 6,9 %.
Innerhalb der Alba Group verkörpert Interseroh das Segment Services, das auf Abfallvermeidung, Produktrecycling, Rücknahme von Verpackungen, Bereitstellung von Sekundärrohstoffen und von Mehrweglösungen spezialisiert ist. Diesen Bereich hat 2016 das chinesische Familienunternehmen Techcent zu 60 Prozent von der Alba Group übernommen. Techcent musste dann Jahr 2021 Insolvenz anmelden und die Anteile wieder zurück an die Alba Group veräußern.

### Ab 2022
2022 war die Alba Group nach Remondis und Veolia der drittgrößte deutsche Abfallentsorger. In diesem Jahr teilten die Brüder Eric und Axel Schweitzer das Unternehmen unter sich auf. Eric Schweitzer übernahm die Dachgesellschaft, die das Recycling von Papier, Stahl, Metall und Holz behielt und dann zur Alba Europe Holding umfirmierte. Axel Schweitzer übernahm das Kunststoffrecycling und alle damit verbundenen Dienstleistungen und führte diese in der neu gegründeten Interzero GmbH & Co. KG zusammen. Während der ursprüngliche Name Interseroh ein Akronym für Internationale Sekundärrohstoffe war, steht der neue Name für International Zero Waste Solutions.

## Unternehmen
Die Interzero Holding GmbH & Co. KG (IHKG) mit Sitz in Berlin ist das Mutterunternehmen der Interzero-Gruppe. Das Geschäftsmodell von Interzero basiert auf Kreislaufsystemen, Kunststoffrecycling und -sortierung, dem dualen System Interzero Recycling Alliance (IRA) sowie dem Handel mit Rohstoffen und Rezyklaten.

### Geschäftsbereiche
Die 2022 neu aufgestellte Interzero Holding hat drei Kerngeschäftsbereiche mit insgesamt 61 Tochterunternehmen in 10 Ländern Europas.

#### Interzero Circular Solutions (ICS)
Kreislauflösungen, Umsatz 2023: 310 Mio. Euro (gesamt) / 212 Mio. Euro (Deutschland) – Dienstleistungen zur Wiederverwertung von Wertstoffen: Entwicklung und Betrieb von Rücknahmesystemen für Verpackungen, Produkte und Materialien sowie kundenspezifische Kreislaufsysteme für Unternehmen.

#### Interzero Plastics Recycling (IPR)
Kunststoffrecycling, Umsatz 2023: 237 Mio. Euro (gesamt) / ~171 Mio. Euro (Deutschland) – Betrieb von Sortier- und Recyclinganlagen, Herstellung und Vermarktung von Recyclingkunststoffe. In der Sortieranlage in Marl werden jährlich bis zu 200.000 Tonnen Leichtverpackungsmüll verarbeitet.

#### Interzero Recycling Alliance (IRA)
Das duale System, vormals Interseroh+, Umsatz 2023: 187 Mio. Euro (gesamt) / 165 Mio. Euro (Deutschland) – Sammlung, Sortierung und Verwertung von Verkaufsverpackungen. Rückführung von Verpackungen in den Wertstoffkreislauf.

## Sponsoring
Interzero ist Hauptsponsor von Alba Berlin, einem der größten deutschen Basketballvereine. Neben der Herrenbundesligamannschaft ist Interzero auch Partner der Basketballdamen. Weiterhin unterstützt Interzero die gemeinnützige Organisation Mission to Marsh, die sich für den Moorschutz einsetzt.

## Innovationen und Preise
- 2012 Kölner Unternehmerpreis[26]
- 2013 Industriepreis der „Initiative Mittelstand“ in der Kategorie Service und Dienstleistungen[27]
- 2017 Slowenischer Umweltpreis[28]
- 2019: Plastics Recycling Award Europe in der Kategorie „Recycling Machinery Innovation of the Year“[29]
- 2024: Deutscher Nachhaltigkeitspreis in der Kategorie „Entsorgungs- und Recyclingwirtschaft“[30] sowie der Sonderpreis im Transformationsfeld „Ressourcen“[31]